# Aquel ritmillo
Aquel ritmillo es un cortometraje de España dirigido por Javier Fesser realizado en 1995. Fue el primer cortometraje del director y trata de un hombre mayor a quien le gusta bailar. Obtuvo el Premio Goya al mejor cortometraje de ficción.

## Reparto
- Luis Ciges
- Victoriano Romera
- Alberto Fesser
- Jaime Barella
- Pablo Pinedo
- José Monleón
- Sara Hill
- Pilar Losantos
- Almudena Martínez
- Ana Martínez
- Antonio González Zapata
- Manolo Marcos
- Antonio Fernández Santamaría
- Manolo Gómez
- Guillermo Fesser

## Premios
| Año  | Premio      | Categoría                        | Resultado |
| ---- | ----------- | -------------------------------- | --------- |
| 1995 | Premio Goya | Al mejor cortometraje de ficción | Ganadora  |

- Datos: Q5701917